# (10376) Chiarini
Pour les articles homonymes, voir Chiarini.
(10376) Chiarini est un astéroïde évoluant dans la ceinture principale, découvert le 16 mai 1996 à l'observatoire San Vittore.
Il a été nommé en l'honneur de Francesca et Gabriele Chiarini, les deux petits-enfants de Giorgio Sassi, le cofondateur de l'observatoire San Vittore.